# Antin Horbaczewski
Antin Jakowycz Horbaczewski herbu Korczak, ukr. Антін Якович Горбачевський, wzgl. pol. Antoni Horbaczewski (ur. 27 stycznia 1856 w Zarubińcach, zm. 26 kwietnia 1944 w Sanoku) – ukraiński adwokat, działacz polityczny i parlamentarzysta okresu Austro-Węgier, Zachodnioukraińskiej Republiki Ludowej i II Rzeczypospolitej, senator II, III i IV kadencji Senatu RP, Marszałek senior Senatu RP w 1935. Brat Iwana Horbaczewskiego.

## Życiorys
Urodził się w rodzinie księdza greckokatolickiego Jakowa Horbaczewskiego, herbu Korczak. W 1874 ukończył c.-k. gimnazjum w Tarnopolu, po czym studiował prawo i doktoryzował się we Lwowie (1888).
W latach 1883–1884 pracował jako dziennikarz, był wydawcą pisma "Diło". Od 1893 zajmował się prowadzeniem kancelarii adwokackiej w Czortkowie. Był członkiem Ukraińskiego Powiatowego Związku Spółdzielczego. Był członkiem wydziału powiatowego w Czortkowie.
W 1912 wybrano go do Trybunału Stanu w Wiedniu, a od 1913 pełnił mandat posła Sejmu Krajowego Galicji X kadencji, wybrany w okręgu Czortków.
W latach 1918–1919 członek Rady Narodowej Zachodnioukraińskiej Republiki Ludowej, w 1919 reprezentował w Warszawie Symona Petlurę wobec władz polskich.
W okresie międzywojennym członek UNDO. W latach 1928–1935 senator z okręgu Tarnopol. Podczas ślubowania zamiast zwrotu w języku polskim („Ślubuję”) użył słowa w języku ukraińskim („Prysiahaju”), za co został upomniany przez Marszałka Seniora i musiał powtórzyć formułę w języku polskim. W 1935 ponownie powołany przez prezydenta Mościckiego do izby wyższej, której obrady otworzył jako Marszałek senior.

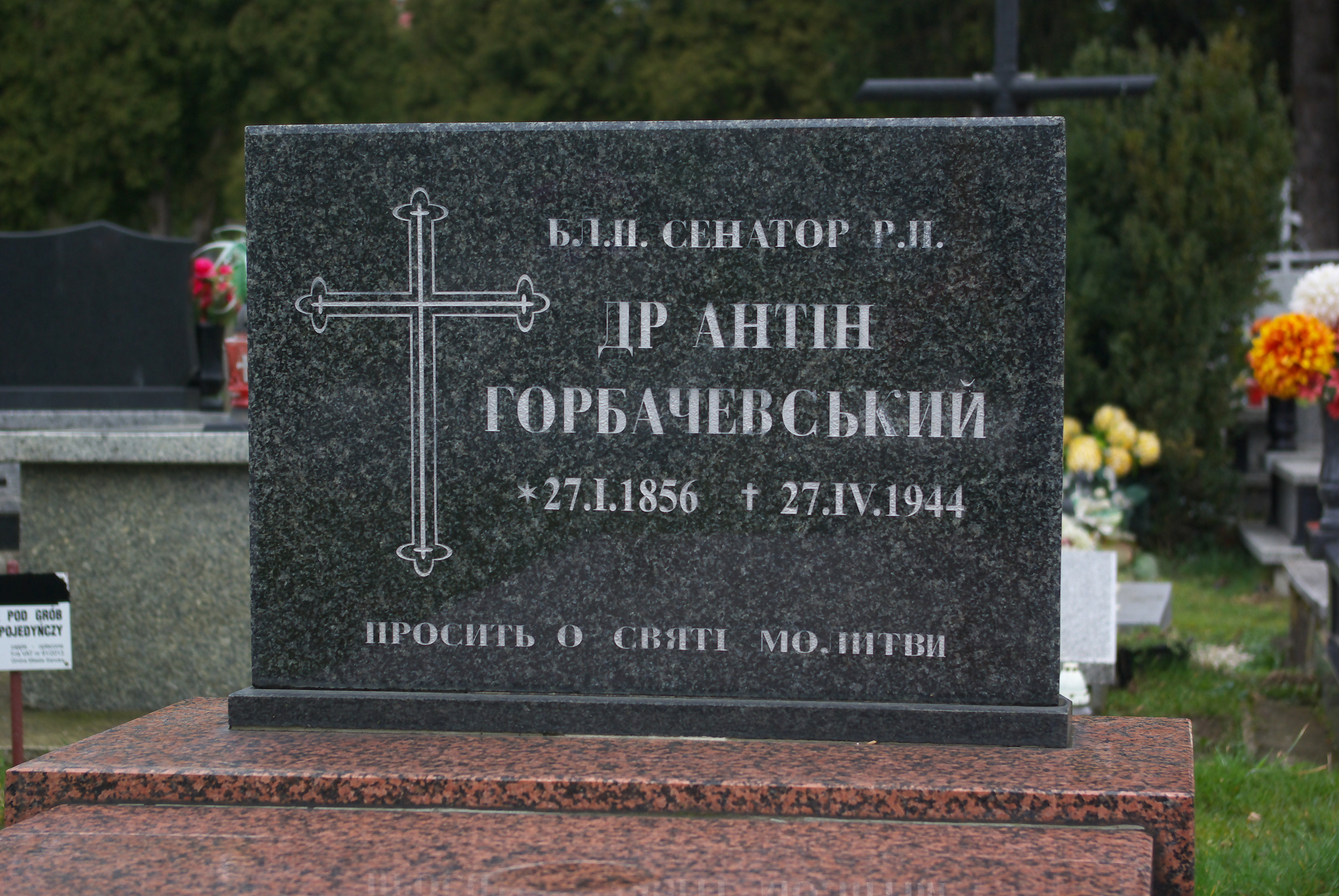
Grób Antina Horbaczewskiego w Sanoku

W okresie od 1930 do 1935 przewodniczył Ukraińskiemu Klubowi Parlamentarnemu.
Zmarł 26 kwietnia 1944 w szpitalu w Sanoku.
Został pochowany na cmentarzu przy ul. Jana Matejki w Sanoku.